# Пиневич, Александр Васильевич
Александр Васильевич Пине́вич (род. 2 января 1947, Ленинград) — российский микробиолог. Доктор биологических наук (1992), профессор (1993), заведующий кафедрой микробиологии Биологического факультета СПбГУ (2020). Заслуженный работник высшей школы Российской Федерации (2010).

## Биография
Сын физиолога растений Василия Васильевича Пиневича (1922—1986), внук физиолога растений Л.M. Пиневич (1888—1967), правнук священника о. Митрофана Семеновича Пиневича. внучатый племянник В.А. Десницкого. Окончил биологический факультет ЛГУ (1970), там же учился в аспирантуре. В 1973 году защитил кандидатскую диссертацию «Антибактериальное действие гистонов», а 19 февраля 1992 года в Институте микробиологии РАН — докторскую диссертацию «Мембранный аппарат цианобактерий» (официальные оппоненты Е.Н. Кондратьева, И.Н. Гоготов, Ю.В. Круглов). В период 1973—1984 — м.н.с. лаборатории микробиологии Биологического НИИ ЛГУ под руководством Б.В. Громова. В 1984 году перешёл на преподавательскую работу на кафедре микробиологии ЛГУ/СПбГУ (доцент, 1984—1993; профессор, 1993; заведующий кафедрой, 2000). Заведующий лабораторией микробиологии Биологического факультета СПбГУ (с 2001 года). Бессменный сотрудник, научный куратор (с 2001 года) коллекции живых микроорганизмов CALU. Отмечен премией РАН имени С.Н. Виноградского (2015). Член редколлегии журнала РАН «Микробиология».
Основные направления научной деятельности: эволюционная цитология и макросистематика; функциональная цитология прокариотов; биология цианобактерий.

## Семья
Жена Татьяна Васильевна Серговская (род. 2 июня 1946 г., СПбГУ, гистолог), дочь Агния Александровна Пиневич (род. 13 декабря 1979 г., СПбГУ, гистолог, иммунолог).

## Читаемые курсы вСПбГУ
- «Микробиология» (3 курс бакалавриата)
- «Избранные главы истории микробиологии» (1 курс аспирантуры)
- «Промышленная микробиология» (4 курс бакалавриата каф. микробиологии)
- «Систематика и биоразнообразие прокариотов» (4 курс бакалавриата каф. микробиологии)
- «Современные проблемы микробиологии» (2 курс магистратуры каф. микробиологии)

## Избранные публикации

### Монографии и учебники
- Функциональная структура цианобактерий (соавт.: Б.В. Громов, И.Я. Худяков, И.А. Авилов и К.А. Мамкаева) // 1986. Ленинград. Изд-во ЛГУ.
- Оксигенная фототрофия (соавт.: С.Г. Аверина) // 2002. С.-Петербург. Изд-во СПбГУ.
- Микробиология железа и марганца // 2005. С.-Петербург. Изд-во СПбГУ.
- Микробиология, т. 1—3 // 2006-2009. С.-Петербург. Изд-во СПбГУ.
- Очерки биологии прохлорофитов (соавт.: С.Г. Аверина и Н.В. Величко) // 2010. С.-Петербург. Изд-во СПбГУ.
- Вирусология (соавт.: А.К. Сироткин, О.В. Гаврилова, А.А. Потехин) // 2012. С.-Петербург. Изд-во СПбГУ (2-e изд. — 2020 г.)
- Биопленки и другие прокариотные консорциумы (соавт.: Е.В. Коженкова и С.Г. Аверина) // 2018. С.-Петербург. Изд-во «Химиздат».

### Избранные статьи
- Pinevich A.V. Intracytoplasmic membrane structures in bacteria // Endocytobiosis and Cell Res. 1997. Vol. 12. P. 9—40.
- Pinevich A.V., Averina S.G., Velichko N.V. Another view on the role of photosynthetic pigments in taxonomy of oxygenic-phototrophic bacteria … // Int. J. Syst. Evol. Microbiol. 1997. Vol. 47. P. 1264—1267.
- Pinevich A.V., Mamkaeva k.A., Titova N.N. et al. St. Petersburg сulture сollection (CALU): four decades of storage and research with microscopic algae, cyanobacteria and other microorganisms // Nova Hedwigia. 2004. Vol. 79. P. 115—126.
- Boichenko V., Pinevich A., Stadnichuk I. Association of chlorophyll a/b-binding proteins with photosystems I and II in Prochlorothrix hollandica // Biochim. Biophys. Acta. 2007. Vol. 767. P. 801—806.
- Pinevich A.V., Averina S.G., Gavrilova O.V., Migunova A.V. Baeocytes in the cyanobacterium Pleurocapsa sp.: characterization of the differentiated cells produced by multiple fission // Microbiology. 2008. Vol. 77. P. 71—78.
- Pinevich A., Velichko N., Ivanikova N. // Cyanobacteria of the genus Prochlorothrix. Front. Microbiol. 2012. DOI: 10.3389/fmicb.2012.00173.
- Velichko N., Averina S., Gavrilova O., Ivanikova N., Pinevich A. Probing environmental DNA reveals circum-Baltic presence and diversity of chlorophyll a/b-containing filamentous cyanobacteria (genus Prochlorothrix) // Hydrobiologia. 2014. DOI: 10.1007/s10750-014-1903-8.
- Skopina M., Pershina E., Andronov E., Vasileva A., Averina S., Gavrilova O., Ivanikova N., Pinevich A. Diversity of Lake Ladoga (Russia) bacterial plankton inferred from 16S rRNA gene pyrosequencing: an emphasis on picocyanobacteria // J. Great Lakes Res. 2015. Vol. 41. P. 180—191.
- Pinevich A.V. Proposal to consistently apply the International Code of Nomenclature of Prokaryotes (ICNP) to names of the oxygenic photosynthetic bacteria … // Int. J. Syst. Evol. Microbiol. 2015. Vol. 65. P. 1070—1074.
- Velichko N., Chernyaeva E., Averina S., Gavrilova O., Lapidus A., Pinevich A. Consortium of the ‘bichlorophyllous’ cyanobacterium Prochlorothrix hollandica and chemoheterotrophic partner bacteria: culture and metagenome-based description // Environ. Microbiol. Rep. 2015. P. 623-633. DOI: 10.1111/1758-2229.12298.
- Skopina M.Yu., Vasileva A.A., Pershina E.V., Pinevich A.V. Diversity at low abundance: The phenomenon of the rare bacterial biosphere // Microbiology. 2016. Vol. 85. P. 272—282.
- Vasileva A., Skopina M., Averina S., Gavrilova O., Ivanikova N., Pinevich A. Metagenomic analysis in Lake Onego (Russia) Synechococcus cyanobacteria // J. Great Lakes Res. 2017. Vol. 43. P. 43—54.
- Pinevich A.V., Andronov E.E., Pershina E.V. et al. Testing culture purity in prokaryotes: criteria and challenges // Ant. van Leeuwenhoek. 2018. Vol. 111. P. 1509—1521.
- Averina S., Velichko N., Senatskaya E., Pinevich A. Far-red photoadaptations in aquatic cyanobacteria // Hydrobiologia. 2018. Vol. 813. P. 1—17.
- Averina S.G., Velichko N.N., Pinevich A.A., Senatskaya E.V., Pinevich A.V. Non-a chlorophylls in cyanobacteria // Photosynthetica. 2019. Vol. 57. P. 1109—1118.
- Pinevich A. Chloroplast history clarified by the criterion of light-harvesting complex // BioSystems. 2020. DOI: 10.1016/j.biosystems.2020.104173.
- Pinevich A. The ambiguity of the basic terms related to eukaryotes and the more consistent etymology based on eukaryotic signatures in Azgard archaea // BioSystems. 2020. DOI: 10.1016/j.biosystems.2020.104178.
- Velichko N., Smirnova S., Averina S., Pinevich A. A survey of Antarctic cyanobacteria // Hydrobiologia. 2021. Vol. 848. P. 2627—2652.
- Averina S., Polyakova E., Senatskaya E., Velichko N., Pinevich A. Altericista gen. nov., a new genus of unicellular cyanobacteria, with new species Altericista lacusladogiT sp. nov., Altericista violacea sp. nov., and Altericista variichlora sp. nov.: polyphasic taxonomy description under the coverage of the ICN // J. Phycol. 2021. DOI: 101111/jpy.13188.
- Pinevich A., Averina S. New life for old discovery: amazing story about how bacterial predation on Chlorella resolved a paradox of dark cyanobacteria and gave the key to early history of oxygenic photosynthesis and aerobic respiration // Protistology. 2021. Vol. 15. P. 107—126.